# 幻魔大戦 オリジナル・サウンドトラック
『「幻魔大戦」オリジナル・サウンドトラック』（げんまたいせんオリジナルサウンドトラック）は、1983年に公開された角川映画『幻魔大戦』のサウンドトラックである。

## 概要
キース・エマーソンと青木望によるシンセサイザー、ドラムセット、オーケストラ伴奏を併用し、ドルビーステレオ（アナログ2.0ch）で公開された。

## 収録曲
| #         | タイトル                                         | 作詞      | 作曲               | 編曲               | 時間 |
| --------- | ------------------------------------------------ | --------- | ------------------ | ------------------ | ---- |
| 1.        | 「ハルマゲドン序曲」                             |           | 青木望             | 青木望             | 2:04 |
| 2.        | 「啓示（フロイのテーマ） / Theme Of Floi」       |           | キース・エマーソン | キース・エマーソン | 3:35 |
| 3.        | 「失われた惑星 / トッカータとフーガ ニ短調より」 |           | J.S.バッハ         | 青木望             | 3:31 |
| 4.        | 「炎からの予感」                                 |           | 青木望             | 青木望             | 0:31 |
| 5.        | 「サイオニクス・プリンセス」                     |           | キース・エマーソン | キース・エマーソン | 2:14 |
| 6.        | 「フライング、フライング / Joe And Michiko」     |           | 青木望             | 青木望             | 2:42 |
| 合計時間: | 合計時間:                                        | 合計時間: | 合計時間:          | 14:37              |      |

| #         | タイトル                                              | 作詞           | 作曲               | 編曲               | 時間  |
| --------- | ----------------------------------------------------- | -------------- | ------------------ | ------------------ | ----- |
| 1.        | 「光の天使 / Children Of The Light」                  | トニー・アレン | キース・エマーソン | キース・エマーソン | 3:56  |
| 2.        | 「幻魔咆哮」                                          |                | 青木望             | 青木望             | 1:47  |
| 3.        | 「ソニー・ザ・キッド / Sonny's Skate State」          |                | キース・エマーソン | キース・エマーソン | 4:15  |
| 4.        | 「遙かなる時」                                        |                | 青木望             | 青木望             | 2:07  |
| 5.        | 「幻魔の攻撃 / Zamedy Stomp」                         |                | キース・エマーソン | キース・エマーソン | 2:58  |
| 6.        | 「地球を護る者 / Challenge Of The Psionics Fighters」 |                | キース・エマーソン | キース・エマーソン | 4:10  |
| 合計時間: | 合計時間:                                             | 合計時間:      | 合計時間:          | 合計時間:          | 19:13 |

## レコーディング・スタッフ

### ミュージシャン
- A1・B2：太鼓／Sadonokuni Kodo
- A2・B1・B6：ドラム／青山純
- B1・B6：ボーカル／ローズマリー・バトラー
- B6：ギター／芳野恭郎

### スタッフ
- 製作総指揮：角川春樹
- アートディレクター：Kazuyoshi Hirose
- プロデューサー：高桑忠男
- デザイン：Yusuke Matsuoka
- イラスト：大友克洋、男鹿和雄
- マネージメント：石川光、吉田就彦
- アシスタント・エンジニア：伊藤日出男、斉藤博、Masao Ono、市村隆史
- レコーディング・エンジニア：大野映彦、Eiichi Naito、上埜嘉雄

## 発売履歴
| 発売日        | レーベル           | 規格 | 規格品番  | 備考           |
| ------------- | ------------------ | ---- | --------- | -------------- |
| 1983年2月21日 | キャニオンレコード | LP   | C28Y-0044 |                |
| 1983年2月21日 | キャニオンレコード | CT   | 28P-6213  |                |
| 1985年        | Chord Records      | LP   | CHORD 3   | イギリス発売。 |
| 1998年5月25日 | WEA JAPAN          | CD   | CPC8-3003 |                |

## 幻魔大戦 オリジナル・サウンドトラック（ドラマ編）

### 収録曲
Disc1
- Part1
- Part2

Disc2
- Part1
- Part2

### 声優
- 美輪明宏
- 白石加代子
- 潘恵子
- 穂積隆信
- 原田知世
- 佐藤正治
- 内海賢二
- 塩沢兼人
- 林泰文
- 槐柳二
- 永井一郎
- 江守徹
- 池田昌子
- 滝口順平
- 田中秀幸
- 小山茉美
- 古谷徹

### 発売履歴
| 発売日        | レーベル           | 規格 | 規格品番    | 備考 |
| ------------- | ------------------ | ---- | ----------- | ---- |
| 1983年3月21日 | キャニオンレコード | LP   | C38G0167    |      |
| 1999年1月25日 | Volcano            | CD   | CPC8-3015/6 |      |

## 光の天使 / Children Of The Light
1983年2月5日に規格品番：7Y0039で、キャニオンレコードから発売された。
両曲とも、作曲・編曲・演奏：キース・エマーソン。
高橋洋子のカヴァー・アルバム「20th century Boys & Girls 〜20世紀少年少女〜」（2010年）においてピアノアレンジでカバーされた。なお、英題が同じジャクソン5らの楽曲とは一切関係がない。

### 収録曲
A面
1. 光の天使 / Children Of The Light（3:57）
  - 作詞：トニー・アレン、歌：ローズマリー・バトラー
  - 映画「幻魔大戦」メインテーマ。

B面
1. 地球を護る者 / Challenge Of The Psionics Fighters（4:12）
  - 映画「幻魔大戦」挿入曲。

### 収録アルバム
- 幻魔大戦 オリジナル・サウンドトラック（1983年2月21日）
- 幻魔大戦 オリジナル・サウンドトラック（ドラマ編）（1983年3月21日）
- ROSE（1983年12月21日）
- 角川映画主題歌集（2011年1月26日）
- 角川映画主題歌集 ～デラックス（2011年1月26日）
- 40周年記念コンピレーション ザ・角川映画スペシャル（2016年6月15日）
- Keith Emerson at the movies（2016年6月25日）-　キース・エマーソンの担当した映画音楽集。「幻魔大戦 オリジナル・サウンドトラック」に収録しているキース・エマーソン担当曲をデジタルリマスタリングで収録してある。